# Княжа Криниця (Тульчинський район)
Княжа Криниця (колишні назви: Княже (Княжа, Княжево), Радянське) — село в Україні, у Крижопільській селищній громаді Тульчинського району Вінницької області. У межах селищної громади належить до Голубецького старостинського округу. До 2020 року входило до складу Крижопільського району Вінницької області та підпорядковувалося Голубецькій сільській раді. За даними на 2024 рік, населення села становило 148 жителів.
До XVIII століття село Княже (нині Княжа Криниця) було власністю родини Четвертинських, з XVIII століття до початку XX століття — родини Грохольських. Наприкінці XIX та на початку XX століття Княже входило до Ямпільського повіту Подільської губернії. Поруч із селом Княже знаходилося містечко Княже (також відоме як Княжопіль, нині село Сонячне).
У 1923 році Княже було перейменоване на Радянське та увійшло до Крижопільського району, спочатку в складі Тульчинської округи (1923—1930) та згодом Вінницької області (з 1932 року). Під час Другої світової війни село входило до румунської зони окупації з тимчасовою румунською цивільною управою — губернаторства Трансністрія (1941—1944). У 2016 році Верховна Рада України затвердила сучасну назву села.

## Географія
Станом на 2024 рік село займало площу 1,339 км² (133,9 га).
Описи географічного положення села Княжа Криниця в історичних джерелах:
- За описом 1883 року, село Княжа знаходилося на річці Косничка[ком. 1] (притоці Марківки[3]), у безлісній, рівнинній місцевості з ґрунтом, що складався з чорнозему та піску. Поруч знаходилася залізнична станція одеської залізниці, розташована на лінії між Крижополем і Вапняркою, за 9 верст від Вапнярки[4].
- За описом 1893 року, село Княже знаходилося за 56 верст від повітового міста Ямпіль і за 20 верст від волосного центру Тиманівки. Найближчою поштовою та залізничною станцією був Крижопіль (5 верст); найближчою земською станцією — Тиманівка (20 верст)[5][ком. 2].
- За описом 1901 року, село Княже розташовувалося на кордоні Ольгопільського повіту, на схилі двох пагорбів, простягаючись довгою смугою в три версти. Посередині села протікала невелика болотиста річка, яка давала початок неглибокому ставку. Найближчий вокзал — Крижопіль, знаходився на відстані шести верст. Місцевість характеризувалася як здорова, з ґрунтом переважно суглинковим, місцями супіщаним[7].
- За описом 1928 року, село Княжа було оточене селами М'ястківка (Городківка), Кісниця й Антопіль, і розташоване на берегах струмків, що впадали в Косничку[ком. 1]. Поблизу Княжі знаходилося містечко Княжопіль (нині село Сонячне). Навколо Княжі також знаходився ліс (урочище) «Грабече»[8].

## Назва
Село раніше називалося Княжа Криниця, Княжа, Княже (Княжево), Радянське (1923—2016 рр.).
Згідно з описом 1901 року, назва поселення Княжа Криниця згадується в історичних актах із початку XVII століття. В ерекції, наданій князем Стефаном-Феліціаном Четвертинським у 1746 році, село називається також «Княжа Криниця»; ця назва міститься і на заголовному аркуші метричних книг за 1747 рік. Згодом для скорочення село стали називати Княже. Назва, ймовірно, пов'язана з князями Четвертинськими, яким належало село в XVII—XVIII століттях.
До 1923 року село носило назву Княже, з 1923 до 2016 року — Радянське. У 2016 році Верховна Рада України затвердила назву Княжа Криниця.

## Адміністративна належність
У результаті адміністративно-територіальної реформи в Україні у 2020 році село Княжа Криниця увійшло до Крижопільської селищної громади в складі Тульчинського району Вінницької області. У 2021 році село Княжа Криниця також увійшло до Голубецького старостинського округу (із центром у селі Голубече), створеного в межах Крижопільської селищної громади.

### Історичні дані
- У Російській імперії станом на 1893—1905 роки село Княже належало до Тиманівської волості Ямпільського повіту Подільської губернії[5][6], згодом — до Княжівської волості того ж повіту[13].
- 7 (20) листопада 1917 року, відповідно до Третього Універсалу Української Центральної Ради, увійшло до складу Української Народної Республіки[14].
- В Українській СРР село Княже було перейменоване на Радянське та включене до Крижопільського району[13], створеного в 1923 році. Крижопільський район з 1923 до 1930 року входив до Тульчинської округи, у червні 1930 року — приєднаний до Вінницької округи, у вересні 1930 року — переведений у пряме підпорядкування Української СРР, з 1932 року — включений до складу новоствореної Вінницької області[15].
- Під час румунської окупації (1941—1944) Крижопільський район (Raionul Crijopol) було включено до Жугастрівського повіту (Județul Jugastru) губернаторства Трансністрія[16], що знаходилося під тимчасовою румунською цивільною управою.
- Станом на 1946 рік та в подальший період до 2020 року село Радянське залишалося в складі Крижопільського району Вінницької області. Село підпорядковувалося Голубецькій сільській раді[17].

## Історія

### У складі Речі Посполитої
За описом Антоні Урбанського, село Княжа з XVI століття належало родині Четвертинських, з XVIII століття — перейшло у власність родини Грохольських. За Юхимом Сіцінським, в 1746—1747 роках князь Четвертинський звів у селі Княже церкву на честь Івана Богослова.

### У складі Російської імперії
З XVIII століття до початку XX століття село Княжа залишалось у власності родини Грохольських. За часів їхнього володіння в селі був побудований маєток із господарськими спорудами. Садиба займала близько двох гектарів, була обнесена високим муром із брамами; з одного боку був ставок. Грохольські також побудували в селі спиртовий завод, що займався переробкою сільськогосподарських культур на спирт, який відправляли для подальшої переробки до Тиманівки.
Згідно з Антоні Урбанським, під час Січневого повстання 1863 року графиня Ксавера Грохольська проводила в Княжі таємні зустрічі з метою організації руху. У 1870 році в 5 верстах від села Княже було відкрито залізничну станцію Крижопіль Києво-Балтської залізниці. За даними на 1883 рік, власником Княжі був Міхал Грохольський; на 1898 рік — Тадеуш (Фаддей) Грохольський, який проживав у Стрижавці.
- Четвертинські (до XVIII століття)
- Грохольські (з XVIII століття)

- Ксавера Грохольська (станом на 1863 рік)
- Міхал Грохольський (1883 рік)
- Тадеуш Грохольський (1898 рік)
- Ремігіуш Грохольський (спадкоємець на 1928 рік)

Згідно з описом 1901 року, усі мешканці села Княжа були українцями (записані як «малороси») і переважно займалися хліборобством. Серед місцевих ремесел у селі були ткацтво, кравецтво, теслярство й кушнірство. Бідніші селяни працювали в економії (маєтку) або на залізниці як чорнороби. Школа в селі Княже існувала з 1860 року; в 1895 році було освячено нове шкільне приміщення. За описом 1905 року, у селі Княже знаходились православна церква, церковно-парафіяльна школа, винокурний завод і аптека.

### Визвольні змагання
Див. також: Крижопіль § Визвольні змагання та Бої за станцію Крижопіль (1920)
У 1919—1920 роках на території залізничної станції Крижопіль (в 5 верстах від села) та на навколишніх землях відбувалися бойові дії між союзницькими військами УНР і Галицької армії та військами РСЧА і ЗСПР.

### У складі СРСР

#### Перший радянський період
У квітні 1925 року в інформаційному зведенні Подільського губвідділу Державного політичного управління про голод серед сільського населення губернії зазначалося, що в селі Радянське селяни змушені були продавати худобу та одяг, щоб вижити. У період колективізації в селі було створено три колгоспи: «Інтернаціонал», «Шевченка» та «Нове життя», які згодом були об'єднані в один колгосп під назвою «Нове життя». За даними Національної книги пам'яті жертв Голодомору 1932—1933 років в Україні, під час організованого радянською владою Голодомору 1932—1933 років померло щонайменше 48 жителів села Радянське.

#### Друга світова війна
Під час Другої світової війни, з 22 липня 1941 року, село Радянське було окуповане румунськими військами (гірським корпусом 3-ї румунської армії) та згодом включене до губернаторства Трансністрія, що знаходилося під тимчасовою румунською цивільною управою. За свідченнями жителів села, під час окупації румуни вбили голову колгоспу Євтропа Крохмалюка. 16 березня 1944 року село Радянське було зайняте радянськими військами (303-ю стрілецькою дивізією 73-го стрілецького корпусу 52-ї армії 2-го Українського фронту).

#### Другий радянський період
У повоєнний період господарство «Нове життя» було приєднано до колгоспу села Голубече. В 1949 році в селі Радянське завершили будівництво сільського клубу. У 1968 році було встановлено пам'ятник 223 воїнам-односельцям, загиблим у Другій світовій війні. У 1986 році в селі було створено колгосп «Більшовик».

## Церква

### Храм
Згідно з описом Юхима Сіцінського, церква Івана Богослова, споруджена князем Четвертинським у 1746—1747 роках, була зведена з дозволу єпископа Руської унійної церкви Афанасія (Атанасія) Шептицького та від початку була унійною (греко-католицькою). У 1851 році на кошти парафіян храм було розширено прибудовою бічних приділів і приміщень для ризниці та архіву.

### Парафія
Згідно з візитаційним актом благочинного Василя Стопчанського від 1784 року, у селі Княже було 70 дворів, 358 прихожан, які приходили на сповідь, і 228 малолітніх. За даними на 1901 рік, парафія нараховувала 858 православних чоловіків і 858 жінок. Церковні землі складалися з 1 десятини 1499 сажнів садибної землі та 45 десятин 1736 сажнів орної, загалом — 47 десятин 1191 сажень.

### Священники
Відомі священники парафії села Княже:
- Гавриїл Бернасовський (у 1843—1852 роках) — який значно розширив храм прибудовою двох приділів, притвору та приміщень для ризниці й архіву[7].
- Іоанн Петринський (у 1869—1893 роках) — який спорудив нову дзвіницю, усі причтові споруди й почав будувати шкільне приміщення[7].

## Населення

### Чисельність
- За даними на 1893 рік, у селі Княже було 150 дворів та 1501 житель[5].
- За переписом 1897 року в селі Княже було 1640 жителів[24].
- За даними на 1905 рік, у селі Княже було 352 двори та 1653 жителі[6].
- За даними на 1925 рік, у селі Радянське було 530 господарств і 1925 жителів[13].
- За переписом 1989 року постійне населення села Радянське становило 479 жителів. Наявне населення становило 464 жителів[25].
- За переписом 2001 року постійне населення села Радянське становило 360 жителів. Наявне населення також становило 360 жителів[26][27].
- За даними на 1 січня 2024 року, населення села Княжа Криниця становило 148 жителів[1].

|         | 1893 рік | 1897 рік | 1905 рік | 1925 рік | 1989 рік | 2001 рік | 2024 рік |
| ------- | -------- | -------- | -------- | -------- | -------- | -------- | -------- |
| Жителів | 1501     | 1640     | 1653     | 1925     | 479      | 360      | 148      |
| Дворів  | 150      | —        | 352      | 530      | —        | —        | —        |

### За статтю та віком
- За переписом 1897 року в селі Княже серед 1640 жителів було 809 чоловіків (49,33 %) та 831 жінка (50,67 %)[24].
- За переписом 1989 року в селі Радянське серед 479 жителів постійного населення було 175 чоловіків (36,53 %) та 304 жінки (63,47 %). Серед 464 жителів наявного населення були 176 чоловіків (37,93 %) та 288 жінки (62,07 %)[25].
- За даними на 2024 рік, у селі Княжа Криниця серед 148 жителів було зареєстровано 66 чоловіків (44,59 %; з них 7 чоловіків 18—26 років та 45 чоловіків 27—59 років), 72 жінки (48,65 %), 6 дітей до 14 років (4,05 %) і 4 дітей 14—17 років (2,7 %)[1].

| Зареєстровано всього | Чоловіків | Чоловіків | Чоловіків | Чоловіків | Жінок | Жінок | Дітей до 14 років | Дітей до 14 років | Дітей 14—17 років | Дітей 14—17 років |
| Зареєстровано всього | Всього    | %         | 18—26     | 27—59     | осіб  | %     | осіб              | %                 | осіб              | %                 |
| -------------------- | --------- | --------- | --------- | --------- | ----- | ----- | ----------------- | ----------------- | ----------------- | ----------------- |
| 148                  | 66        | 45        | 7         | 45        | 72    | 49    | 6                 | 4                 | 4                 | 3                 |

### За мовою
- За переписом 2001 року в селі Радянське серед 360 жителів постійного населення 357 людей (99,17 %) вказали рідною мовою українську, 3 людини (0,83 %) — російську[26][28].

| Мова       | Кількість | Відсоток |
| ---------- | --------- | -------- |
| українська | 357       | 99,17 %  |
| російська  | 3         | 0,83 %   |
| Усього     | 360       | 100 %    |

### За релігією
- За даними на 1784 рік, у селі Княже було 358 прихожан, які приходили на сповідь[7].
- За переписом 1897 року в селі Княже серед 1640 жителів було 1558 православних (95 %)[24].
- За даними на 1901 рік, у парафії села Княже було 858 чоловіків і 858 жінок православного віросповідання[7].

## Економіка
Станом на 2024 рік у селі Княжа Криниця було зареєстровано 1 фермерське господарство та 1 магазин-кафе.

## Транспорт
Село Княжа Криниця з'єднане автомобільною дорогою загального користування місцевого значення С020906 з дорогою територіального значення Т 0233 Вапнярка — Крижопіль — КПП «Загнітків».

## Медицина
Станом на 2021 рік у Княжій Криниці діяв фельдшерсько-акушерський пункт, що входив до структури Крижопільської амбулаторії загальної практики—сімейної медицини в складі Крижопільського центру первинної медико-санітарної допомоги.

## Пам'ятки

### Пам'ятки архітектури
- Церква Іоанна Богослова (дерев'яна) 1747 року. Пам'ятка архітектури місцевого значення[32].

### Пам'ятки історії
- Пам'ятка «Пам'ятник 223 воїнам — односельчанам, загиблим у ВВВ». Встановлено в 1968 році. Пам'ятка історії місцевого значення[23].

## Відомі люди
- Крохмалюк Микола Якович — рядовий лейб-гвардії кінно-гренадерського полку, згодом унтер-офіцер третього ескадрону, під час Першої світової війни нагороджений двома Георгіївськими хрестами[9].
- Перенчук Євграф Терентійович (нар. 1899) — голова колгоспу «Нове життя» села Радянське, депутат Верховної Ради СРСР 1-го скликання (з 1937 року)[9].